# Jacques Lemaire (dramaturge)
Pour les articles homonymes, voir Lemaire et Jacques Lemaire.
Étienne Gustave Auguste Jacques Lemaire de La Neuville, connu sous le nom de plume de Jacques Lemaire, né à Saint-Germain-en-Laye le 9 octobre 1858 et mort à Paris 18e le 13 janvier 1913, est un auteur dramatique, parolier et écrivain français.

## Œuvres
- À la pointe de l'épée, illustrations de Job, A. Mame et fils, 1879
- Quand on conspire, vaudeville en 1 acte, avec d'Hurcourt, Troupe du Palais-Royal, 21 août 1885
- Rêve d'or, ballet-pantomime en 1 acte et 2 tableaux, 1892
- Une faillite, pièce en 4 actes, adaptation française de la pièce de Bjørnstjerne Bjørnson, par Schürmann et Lemaire, Théâtre-Libre, 8 novembre 1893
- Le Tambour-major Flambardin, illustrations de Job, C. Delagrave, 2 vol, 1894
- Le Petit Lord, comédie en 3 actes, avec Francès Burnett et Schurmann, Paris, Comédie-parisienne, 24 mars 1895
- Merveilleuses et Gigolettes, ballet-pantomime en 2 actes et 3 tableaux, avec Jules Jony, 1895
- Les Marins de la garde, illustrations de Job, C. Delagrave, 1896
- Le Grand Galéoto, pièce en 3 actes et 1 prologue, de José Echegaray, Paris, Théâtre des poètes, 11 avril 1896 (traduction)
- La Carmagnole, opéra comique en 3 actes, avec Louis d'Hurcourt et Henri Darsay, 1897
- Clair de lune, comédie en 1 acte, musique de Bouval, 1898
- L'Amour dans le drame wagnérien : Tristan et Iseult, Wattier frères, 1899
- Bain de vapeur pour dames, vaudeville en 1 acte, avec Paul Febvre, Paris, Bobino-music-hall, 21 septembre 1900
- Pour la Lune, conte lyrique en vers par Édouard Guillaumet, musique de Paul Delmet, 1901
- Ghetto, pièce en 3 actes, de Heijermans, Paris, Théâtre des escholiers, 9 avril 1901 (traduction)
- La Bonne Espérance, jeu de la mer en 4 actes, de Herman Heijermans, Paris, Théâtre Antoine, 20 octobre 1902 (traduction)
- Bien-aimée, en l'instant béni, chanson, musique de Jules Bouval, 1903
- Fait divers, comédie en 1 acte, avec Victor Genest, Paris, Grand-Guignol, 11 février 1903
- La Princesse Loulou, supplément du Monde illustré, 1905
- Le Bachot en cour d'assises, saynète-revue en 1 acte, avec Louis Klecker, Louis Bouquet et René Bignon, L. Luce, 1907
- L'Enlèvement des Sabines, vaudeville en 4 actes, avec Joseph J. Schürmann, Théâtre des Nouveautés, 10 septembre 1910
- L'Amour en grève, opérette en 2 actes et 7 tableaux, avec Henry Houry, musique de Jane Vieu, 1910
- Mamzell' Dactyle, opérette en 3 actes, Théâtre de la Scala, 9 juillet 1910
- À Hilda, mélodie pour soprano ou ténor avec accompagnement d'orchestre, op. 20, musique de Dimitry Lèvidis, 1911